# Darjuš Lavrinovič
Darjuš Lavrinovič (Vilnius, 1 de Novembro de 1979) é um basquetebolista profissional lituano. Atualmente joga no BC Lietkabelis.

## Carreira
Darjuš Lavrinovič' integrou o elenco da Seleção Lituana de Basquetebol nas Olimpíadas de 2008.